# Hakim Bagy
Abdelhakim Bagy dit Hakim Bagy (né le 31 mars 1968 à Chichaoua au Maroc) est un athlète français, spécialiste des courses de fond. 

## Biographie
Il remporte les championnats de France de marathon en 1999.

### Palmarès
| Date | Compétition           | Lieu     | Résultat | Épreuve  | Performance     |
| ---- | --------------------- | -------- | -------- | -------- | --------------- |
| 1998 | Championnats d'Europe | Budapest | 11e      | Marathon | 2 h 14 min 48 s |
| 2001 | Marathon de Paris     | Paris    | 7e       | Marathon | 2 h 11 min 06 s |
| 2001 | Championnats du monde | Edmonton | 16e      | Marathon | 2 h 20 min 43 s |
| 2003 | Championnats du monde | Paris    | 34e      | Marathon | 2 h 16 min 06 s |
| 2005 | Championnats du monde | Helsinki | 36e      | Marathon | 2 h 21 min 49   |
| 2006 | Championnats d'Europe | Göteborg | 14e      | Marathon | 2 h 15 min 54 s |

### Records
| Épreuve  | Performance    | Lieu  | Date         |
| -------- | -------------- | ----- | ------------ |
| Marathon | 2 h 11 min 6 s | Paris | 8 avril 2001 |